# Хырлэу
Хырлэу (рум. Hârlău) — город в Румынии в составе жудеца Яссы. Находится на северном берегу реки Бахлуй.

## История
Впервые упоминается в документе 1384 года как место размещения двора матери господаря Петра Мушата. Господарь Стефан III Великий построил церковь, существующую до настоящего времени. В 1624 году, после пожара в Яссах, в Хырлэу временно разместился со своим двором господарь Раду Михня.
В 1968 году коммуна Хырлэу получила статус города.